# Guaduas
Guaduas – miasto w Kolumbii, w departamencie Cundinamarca.